# Literaturkommission für Westfalen
Die Literaturkommission für Westfalen ist eine 1998 gegründete wissenschaftliche Forschungseinrichtung des Landschaftsverbandes Westfalen-Lippe (LWL). 
Sie ist neben der Altertumskommission für Westfalen, der Historischen Kommission für Westfalen, der Geographischen Kommission für Westfalen, der Kommission für Mundart- und Namenforschung Westfalens und der Kommission Alltagskulturforschung für Westfalen eine von sechs wissenschaftlichen Kommissionen für Landeskunde des LWL.
Die Literaturkommission widmet sich der Erforschung und Vermittlung der westfälischen Literatur von den Anfängen bis heute. Ihr gehören Wissenschaftler aus den Bereichen Forschung und Literaturvermittlung vornehmlich westfälischer Hochschulen an. Die Geschäftsstelle der Literaturkommission befindet sich im Erbdrostenhof in Münster, ihr Geschäftsführer ist seit 2023 Stefan Höppner, als Nachfolger von Walter Gödden.

## Vorsitzende der Kommission
Erste Vorsitzende seit der Gründung der Kommission:
- 1998–2013 Martina Wagner-Egelhaaf
- Seit 2013 Moritz Baßler[3]

## Veröffentlichungen
Die Literaturkommission gibt die Schriftenreihe „Veröffentlichungen der Literaturkommission für Westfalen“ sowie das Periodikum „Literatur in Westfalen. Beiträge zur Forschung“ heraus. Darüber hinaus veröffentlicht sie Ton- und Bildmedien in den Reihen „Tonzeugnisse zur westfälischen Literatur“ und „Live! auf dem Kulturgut“. Seit ihrer Gründung 1998 sind inzwischen über 100 Medien erschienen. Jährlich kommen etwa zehn weitere hinzu.
Das von der Kommission bearbeitete vierbändige „Lexikon Westfälischer Autorinnen und Autoren“ bietet erstmals eine systematische Aufarbeitung der westfälischen Literatur von 1750 bis heute. Es stellt über 2000 Autoren detailliert vor. Das Standardwerk ist auch online abrufbar. Die Schriftenreihe mit über 50 Buchveröffentlichungen bietet ein offenes Publikationsforum mit Monografien, Tagungsbänden, Ausstellungskatalogen, Werkausgaben und Dokumentationen zur Wirkungsgeschichte.
Das Periodikum "Literatur in Westfalen" ist das zentrale Organ der Literaturforschung in Westfalen. Es enthält Beiträge zur westfälischen Literaturgeschichte und zum heutigen Literaturbetrieb (Laudationes, Forschungsberichte, Nachrufe etc.).
2012 wurde die neue Reihe „Aufgeblättert. Entdeckungen im Westfälischen Literaturarchiv“ mit einem ersten Band zum Nachlass des Lünener Autors Werner Warsinsky eröffnet.

## Online-Portale
Die Literaturkommission betreibt folgende Internetportale:
- Literaturportal Westfalen
- Autorenlexikon Westfalen
- Online-Lesebücher: Bibliothek Westfalica
- Datenbank „Westfälische Literaturnachlässe“
- Online-Portal zu Annette von Droste-Hülshoff
- Online-Zeitschrift: Literatur-Archiv-NRW
- Literatur-Weblog: HausBlog Nottbeck
- Digitale Ausstellung 'Archivierte Tiere' zusammen mit dem Westfälischen Literaturarchiv

## Museum für Westfälische Literatur
Die Literaturkommission betreut das Veranstaltungsprogramm des von ihr initiierten und 2001 eröffneten Museums für Westfälische Literatur, das Teil des Kulturguts Haus Nottbeck in Oelde ist. Das Museum bietet neben einer Dauerausstellung zur westfälischen Literaturgeschichte ein vielfältiges Veranstaltungsprogramm, das von Lesungen und Workshops bis zu Comedy, Poetry-Slam und musikalischen Events reicht. Die regelmäßigen Sonderausstellungen setzen dabei Maßstäbe hinsichtlich einer modernen, multimedialen Präsentation. 2012 wurde das Museum hierfür mit dem Hartmut-Vogel-Preis der Arbeitsgemeinschaft Literarischer Gesellschaften ausgezeichnet.

## Droste-Forschungsstelle
Seit 1999 gehört der Sonderforschungsbereich „Droste-Forschung“ zu den Tätigkeitsfeldern der Literaturkommission. Dazu hat die Kommission die ehemalige Annette-von-Droste-Hülshoff-Forschungsstelle, die Arbeitsstelle der Historisch-kritischen Droste-Ausgabe adoptiert und so deren weitere Existenz gesichert. Im Gegenzug stellt die Annette-von-Droste-Gesellschaft. der Kommission die Materialien der Arbeitsstelle, die umfangreiche Droste-Spezialbibliothek und das Handschriftenarchiv als Dauerleihgabe zur Verfügung.
Auf der Homepage „Droste-Portal“. wird die kontinuierliche bibliographische Berichterstattung dokumentiert; zudem werden hier umfangreiche Informationen sowie internationale Aktivitäten aus Forschung und Medien rund um die westfälische Dichterin gebündelt und aktuelle Veranstaltungen ankündigt.

## Westfälisches Literaturarchiv
Das 2001 eingerichtete Westfälische Literaturarchiv im LWL-Archivamt für Westfalen (WLA) versteht sich als Sammel- und Forschungsstelle für literarische Vor- und Nachlässe sowie Materialien westfälischer Schriftsteller. Ziel der Archivierung ist es, dauerhaft zu erhaltene Bestände inhaltlich zu erschließen und damit der Forschung und interessierten Laien zugänglich zu machen. Unter den übernommenen Beständen sind u. a. die Nachlässe von Ernst Meister, Peter Hille und Werner Warsinsky.